# Liste der denkmalgeschützten Objekte in Bad Schallerbach
Die Liste der denkmalgeschützten Objekte in Bad Schallerbach enthält die 9 denkmalgeschützten, unbeweglichen Objekte der Gemeinde Bad Schallerbach in Oberösterreich (Bezirk Grieskirchen).

## Denkmäler
| Foto |                 | Denkmal                                                                                 | Standort                                         | Beschreibung | Metadaten |
| ---- | --------------- | --------------------------------------------------------------------------------------- | ------------------------------------------------ | --- | --- |
| ja   | Datei hochladen | Pfarrzentrum HERIS-ID: 86367 Objekt-ID: 100658                                          | Linzer Straße 15 Standort KG: Schönau            | Das Pfarrzentrum wurde gemeinsam mit der Pfarrkirche in den Jahren 1956–1958 nach Plänen des Architekten Hans Feichtinger errichtet. | BDA-Hist.: Q37715534 Status: § 2a Stand der BDA-Liste: 2025-06-30 Name: Pfarrzentrum GstNr.: .506, .507                                                                      |
| ja   | Datei hochladen | Spitals- /Anstaltskapelle des Gästehauses St. Raphael HERIS-ID: 86664 Objekt-ID: 100982 | bei Linzer Straße 17 Standort KG: Schönau        | Die Raphaelskapelle wurde im Jahr 1924 an das 1921/22 errichtete Priesterkurhaus St. Raphael angebaut und am 13. August 1924 eingeweiht. | BDA-Hist.: Q37716467 Status: § 2a Stand der BDA-Liste: 2025-06-30 Name: Spitals- /Anstaltskapelle des Gästehauses St. Raphael GstNr.: .288                                   |
| ja   | Datei hochladen | Personalhaus St. Raphael HERIS-ID: 52047 Objekt-ID: 58057                               | Linzer Straße 19 Standort KG: Schönau            | | BDA-Hist.: Q38048897 Status: § 2a Stand der BDA-Liste: 2025-06-30 Name: Personalhaus St. Raphael GstNr.: .240                                                                |
| ja   | Datei hochladen | Kath. Filialkirche hl. Maria Magdalena HERIS-ID: 52052 Objekt-ID: 58068                 | Magdalenabergstraße 20, bei Standort KG: Schönau | Die Kirche wurde vermutlich um 1400 im gotischen Stil erbaut und ist eine Stiftung der Herren von Polheim. Sie unterstand lange Zeit dem Stift Mondsee. In den 1970er-Jahren wurde die Kirche umfassend restauriert.                                                      | BDA-Hist.: Q38048911 Status: § 2a Stand der BDA-Liste: 2025-06-30 Name: Kath. Filialkirche hl. Maria Magdalena GstNr.: .165 Magdalenabergkirche (Bad Schallerbach)           |
| ja   | Datei hochladen | Rathaus/Gemeindeamt HERIS-ID: 86376 Objekt-ID: 100668                                   | Rathausplatz 1 Standort KG: Schönau              | Das Rathaus wurde 1923/24 nach Plänen von Mauriz Balzarek erbaut. | BDA-Hist.: Q37715558 Status: § 2a Stand der BDA-Liste: 2025-06-30 Name: Rathaus/Gemeindeamt GstNr.: .291 Rathaus Bad Schallerbach                                            |
| ja   | Datei hochladen | Kuranstalt/Sanatorium, Schallerbacherhof HERIS-ID: 86377 Objekt-ID: 100669              | Schallerbacherhofstraße 1 Standort KG: Schönau   | | BDA-Hist.: Q37715582 Status: § 2a Stand der BDA-Liste: 2025-06-30 Name: Kuranstalt/Sanatorium, Schallerbacherhof GstNr.: .278                                                |
| ja   | Datei hochladen | Kath. Filialkirche hl. Petrus und Friedhof HERIS-ID: 52555 Objekt-ID: 59686             | Schönau 3, bei Standort KG: Schönau              | Die Kirche geht zurück auf einen romanischen Bau aus dem 10. oder 11. Jahrhundert. Erste Erweiterungen erfuhr das Gebäude im 17. Jahrhundert. Sein heutiges Aussehen erhielt die Kirche Anfang des 20. Jahrhunderts. Bis 1959 war sie die Pfarrkirche der Pfarre Schönau. | BDA-Hist.: Q38052309 Status: § 2a Stand der BDA-Liste: 2025-06-30 Name: Kath. Filialkirche hl. Petrus und Friedhof GstNr.: .1, 1 Sankt Petrus (Schönau bei Bad Schallerbach) |
| ja   | Datei hochladen | Ehem. Kurheim der Wiener Bezirkskrankenkasse HERIS-ID: 52056 Objekt-ID: 58075           | Schönauer Straße 16 Standort KG: Schönau         | | BDA-Hist.: Q38048922 Status: Denkmalschutz prüfen Stand der BDA-Liste: 2025-06-30 Name: ehem. Kurheim der Wiener Bezirkskrankenkasse GstNr.: .318                            |
| ja   | Datei hochladen | Kath. Pfarrkirche, Lourdes-Gedächtniskirche HERIS-ID: 86360 Objekt-ID: 100651           | Linzer Straße 15, bei Standort KG: Schönau       | Errichtet wurde die Pfarrkirche in den Jahren 1956–1958 nach Plänen des Architekten Hans Feichtinger in der Amtszeit von Franz Tauber, Priester und Seelsorger von Bad Schallerbach. Sie ist eine Marienkirche und erinnert an die Erscheinungen in Lourdes.              | BDA-Hist.: Q24817293 Status: § 2a Stand der BDA-Liste: 2025-06-30 Name: Kath. Pfarrkirche, Lourdes-Gedächtniskirche GstNr.: .505 Pfarrkirche Bad Schallerbach                |